# جيرالدو ماجيلا
جيرالدو ماجيلا (من مواليد 1 يوليو 1935) سياسي برازيلي. شغل ماجيلا أيضًا منصب وزير الدفاع البرازيلي من عام 2000 إلى عام 2002.